# Emmelsbüll-Horsbüll
Emmelsbüll-Horsbüll település Németországban, Schleswig-Holstein tartományban. Lakosainak száma 885 fő (2023. december 31.). Emmelsbüll-Horsbüll Galmsbüll és Niebüll községekkel határos.

## Népesség
A település népességének változása:
| Lakosok száma | 1297 | 876  | 867  | 885  | 884  | 885  |
|               | 1975 | 2017 | 2019 | 2021 | 2022 | 2023 |